# Metapenaeus affinis
Tôm chì, tên khoa học Metapenaeus affinis, còn có tên thông dụng là tôm Jinga, là một loài tôm trong họ Penaeidae. Con trưởng thành có thể phát triển chiều dài đến 22 cm (8,7 in), với chiều dài thông thường là 17 cm (6,7 in). Thân chúng có màu xanh nhạt hoặc hồng nâu với các đốm màu xanh lá cây hoặc đỏ nâu.

## Phân bổ
M. affinis được tìm thấy ở Ấn Độ Dương - Thái Bình Dương, từ Vịnh Ba Tư đến Hawaii, ở độ sâu từ 5 đến 92 mét (20 đến 300 ft). 

## Lợi ích cho nghề cá
Loài này quan trọng nhất ở vùng biển xung quanh Pakistan. Chúng thường được đánh bắt ngoài khơi Vịnh Ba Tư,  được xuất khẩu sang Bangladesh để tiêu thụ tại địa phương. 